# Nanashi no Game
Nanashi no Game (ナナシ ノ ゲエム, Nanashi no Geemu, litt. « Le jeu sans nom ») est un jeu vidéo de Survival horror à la première personne, développé par Epics et édité par Square Enix, sorti sur Nintendo DS le 3 juillet 2008 au Japon. Une suite nommée Nanashi no Game: Me est sortie le 27 août 2009

## Réception
Le jeu est noté 30/40 par Famitsu et 9/10 sur Cubed3.